# Смоленские ворота (Гатчина)
Смоленские ворота (Динабургские или Двинские ворота) — памятник архитектуры. Расположены в Гатчине, на южной границе города на Киевской улице (бывшая Двинская и Смоленская дорога, ранее Большая
Порховская дорога) за Круглой ригой и площадью Коннетабля, недалеко от линии железной дороги. Объект культурного наследия России федерального значения.

## История
Смоленские ворота (носившие также название Динабургских, а затем Двинских) служили городской заставой при въезде в Гатчину с юга. Указ о сооружении ворот последовал 26 сентября 1830 года. Для их строительства были использованы детали, оставшиеся от ворот, разобранных у Михайловского замка в Петербурге: железные решётки, гранит и 4 мраморные колонны «с украшениями». Первоначально предполагалось отправить эти ворота в Варшаву в подарок великому князю Константину Павловичу.
Постройка Смоленских ворот, начатая архитектором Василием Глинкой в 1831 году, была закончена в 1832 году архитектором Алексеем Байковым. По сторонам Смоленской дороги (как стала называться с 1830-х годов Большая Порховская дорога) сложены из пудостского известняка массивные пилоны, декорированные мраморными колоннами и военными арматурами, выбитыми из листовой меди на Санкт-Петербургском Александровском чугунолитейном заводе. Проезд между пилонами закрывался металлической решёткой с воротами. Над их створами, оформляя портал проезда, шёл ажурный металлический фриз, скомпонованный из завитков растительного орнамента, выше находилась фигура двуглавого орла в венке из пальмовых листьев и ветвей дуба. 
В 1889 году обветшавшие ворота были разобраны и сложены заново, начиная с фундамента. Первоначальная композиция ворот сохранилась, однако некоторые детали и, в частности, рисунок капители получили новую трактовку. Мраморные колонны ворот, которые уже в 1850-х годах имели повреждения и ремонтировались специальной мастикой, были заменены новыми, вытесанными в мастерской скульптора Грациозо Ботты из монолитов серого мрамора. Им же были изготовлены гранитный цоколь для решётки и столбы для металлических створов ворот. Перекладка больших столбов выполнялась Карлом Гвиди. Камень для пилонов использовался местный — черницкий, кладка велась на портландцементе. В XX веке в связи с усилением транспортного движения металлические ворота и ограда с цоколем были разобраны, сохранились только пилоны. В 1938 году архитектором Михаилом Красовским были выполнены обмерные чертежи Смоленских ворот. 
Во время немецкой оккупации Гатчины бронзовые украшения ворот были похищены и переплавлены. После войны, в 1956 году, по проекту архитектора Александра Кедринского воссозданы утраченные композиции из доспехов, венчающие пилоны ворот. Арматура была восстановлена по
фотографиям на заводе «Монументскульптура».
В 2018—2019 годах выполнена реставрация ворот, работы выполнило ООО «РМ «Наследие».

## Описание
Конструкции представляют собой два массивных пилона прямоугольного сечения. Сердцевина тела пилонов выполнена из природного камня – известняка (бутовая кладка), наружная облицовочная кладка выполнена из блоков известняка Черницкого карьера и обработана 12-ю рустами. Пилоны выстроены на полированных цоколях из блоков красного гранита рапакиви и увенчаны военной арматурой из бронзы. Крепление чеканных деталей композиции произведено на металлические каркасы.
С юга пилоны декорированы парными колоннами, вырубленными из одного блока серого мрамора, с базами и капителями ионического ордера, выполненными из бронзы.
Антаблемент, включающий архитрав, фриз и венчающий карниз выполнен в двух материалах. Антаблемент расположенный непосредственно над пилоном выполнен из известняка, над парными колоннами – из мраморных блоков, опирающихся на кладку пилона.